# Codonanthe gibbosa
Codonanthe gibbosa là một loài thực vật có hoa trong họ Tai voi. Loài này được Rossini & Chautems mô tả khoa học đầu tiên năm 2007.